# Billy-Scott Irakose
Billy-Scott Irakose, född 30 oktober 1996, är en burundisk simmare.
Irakose tävlade för Burundi vid olympiska sommarspelen 2016 i Rio de Janeiro, där han blev utslagen i försöksheatet på 50 meter frisim.